# Heaven Help Us All
Heaven Help Us All è una canzone scritta nel 1970 da Ron Miller, e registrata da Stevie Wonder per l'album Signed Sealed & Delivered, da cui fu estratta come terzo singolo. Il brano fu prodotto da Miller e Tom Baird.
Nel 1971 ne fu registrata una cover da Joan Baez per l'album Blessed Are.... Nel 2004 il brano è stato interpretato anche da Ray Charles, insieme a Gladys Knight per l'album di duetti Genius Loves Company. Nell'album Fields of Fire, il brano è interpretato dal vivo da Richie Sambora.

## Tracce
7" Single
1. Heaven Help Us All
2. I Gotta Have a Song

## Classifiche
| Classifica (1970)      | Posizione più alta |
| ---------------------- | ------------------ |
| U.S. Billboard Hot 100 | 9                  |
| U.S. R&B Chart         | 2                  |
| Regno Unito            | 29                 |